# 파라마리보구

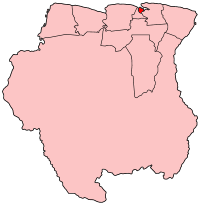
파라마리보 구의 위치

파라마리보구(네덜란드어: Paramaribo)는 수리남의 구로 행정 중심지는 수리남의 수도인 파라마리보이며 면적은 182km2, 인구는 240,924명(2012년 기준), 인구 밀도는 1,300명/km2이다. 북쪽으로는 대서양, 동쪽으로는 코메베이너 구, 남쪽과 서쪽으로는 바니카 구와 접한다. 14개 지방 자치체를 관할한다.